# Хейуд (окръг, Северна Каролина)
Окръг Хейуд (на английски: Haywood County) е окръг в щата Северна Каролина, Съединени американски щати. Площта му е 1437 km², а населението – 60 682 души (2016). Административен център е град Уейнсвил.